# Assedio di Ta'if
L'assedio di Ta'if ebbe luogo nel 630 d.C. I musulmani, guidati da Maometto, assediarono la città di Ta'if dopo la vittoria nelle battaglie di Hunayn e Autas. Uno dei capi di Ta'if, Urwah ibn Mas'ud, era assente in Yemen durante l'assedio. Tuttavia, la città non cedette all'assedio. Maometto portò catapulte e testuggini da usare contro la fortezza, ma non riuscì a sfondarla con queste armi.

## La Battaglia
Le fonti sunnite riportano quanto segue riguardo all'assedio di Ta'if: Abu Sufyan ibn Harb perse un occhio durante l'assedio di Ta'if. Parlò a Maometto della sua perdita, attribuendola a Dio. Maometto rispose: "Cosa preferiresti: un occhio in paradiso o che io preghi Allah affinché te lo ridia?" Abu Sufyan disse di preferire l'occhio in paradiso. Perse l'altro occhio nella battaglia dello Yarmouk.

## Blocco di Ta'if
Le forze di Maometto tentarono senza successo di sfondare le porte di Ta'if. Si dice che Maometto abbia persino usato la formazione romana della testuggine durante questo assedio, ma gli abitanti di Ta'if riuscirono a rompere l'assedio facendo cadere sui musulmani barre di ferro roventi dalle mura della città. Maometto minacciò di bruciare e tagliare i vigneti di Ta'if, poiché non vedeva altro modo per farli arrendere.
Inoltre, Maometto fece infuriare i cittadini di Ta'if offrendo la libertà agli schiavi che si fossero convertiti all'Islam. Tuttavia, solo dieci persone approfittarono di questa possibilità e divennero seguaci di Maometto.
L'assedio continuò per due settimane senza grossi cambiamenti e i soldati iniziarono ad essere impazienti. Dopo aver consultato i suoi consiglieri e aver fatto un sogno profetico, Maometto decise di porre fine all'assedio e ritirare le sue truppe.
Per facilitare l'assedio di Ta'if, Maometto cercò di far schierare dalla sua parte il capo dei Banu Hawazan (di nome Malik), promettendogli la liberazione della sua famiglia e la restituzione di tutte le sue proprietà in cambio della conversione di Malik all'Islam. Malik accettò l'offerta e divenne musulmano, aiutando Maometto nel suo blocco di Ta'if. Malik impedì ai cittadini di Ta'if di far pascolare il bestiame fuori dalla città, aumentando ulteriormente le difficoltà di chi si trovava dentro le mura.

## Dopo l'assedio
Nonostante l'assedio infruttuoso, Maometto giurò di tornare a Ta'if dopo la fine dei mesi sacri in cui i combattimenti erano proibiti. Durante questo periodo, gli abitanti di Ta'if, i Banu Thaqif, inviarono una delegazione alla Mecca. Chiesero a Maometto di permettergli di continuare a venerare la loro dea Al-lāt per un periodo di tre anni, pur avendo cospirato per assassinarlo. Quando la cospirazione e il loro agguato fallirono, Maometto rifiutò la proposta e accettò la loro resa solo a patto che disarmassero. Alla fine i Banu Thaqif acconsentirono alla richiesta di Maometto, si arresero e permisero ai musulmani di entrare nella loro città.